# 今成留之助

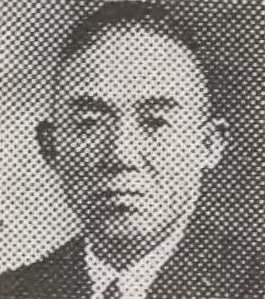
今成留之助

今成 留之助（いまなり とめのすけ、1882年（明治15年）12月26日 - 1965年（昭和40年）6月17日）は、日本の衆議院議員（立憲民政党）。弁護士。

## 経歴
新潟県高田市（現在の上越市）出身。税務属となった後、日露戦争に従軍。後、1907年（明治40年）に日本大学を卒業し、判事検事登用試験に合格した。司法官試補を経て、甲府地方裁判所・甲府区裁判所判事、新潟地方裁判所判事を務めた。その後新潟市で弁護士を開業し、新潟市会議員、同参事会員、新潟県会議員、同参事会員に選出された。
1937年（昭和12年）、第20回衆議院議員総選挙に出馬し当選。第21回衆議院議員総選挙でも再選を果たした。戦後、日本進歩党の結成に参加するが、大政翼賛会の推薦議員だったため、公職追放となった。
その他、新潟製氷株式会社監査役を務めた。